# Пашковецька сільська рада (Старокостянтинівський район)
Пашкове́цька сільська́ ра́да — адміністративно-територіальна одиниця та орган місцевого самоврядування у Старокостянтинівському районі Хмельницької області. Адміністративний центр — село Пашківці.

## Загальні відомості
Пашковецька сільська рада утворена в 1929 році.
- Територія ради: 57,459 км²
- Населення ради: 2 256 осіб (станом на 2001 рік)
- Територією ради протікає річка Ікопоть

## Населені пункти
Сільській раді підпорядковані населені пункти:
- с. Пашківці
- с. Грибенинка
- с. Попівці

## Склад ради
Рада складається з 18 депутатів та голови.
- Голова ради: Шевчук Микола Петрович
- Секретар ради: Ізвощик Ольга Олександрівна

### Керівний склад попередніх скликань
| Прізвище, ім'я, по батькові | Основні відомості                                                 | Дата обрання | Дата звільнення |
| --------------------------- | ----------------------------------------------------------------- | ------------ | --------------- |
| Шевчук Микола Петрович      | Сільський голова, 1954 року народження, освіта вища, безпартійний | 26.03.2006   | 31.10.2010      |
| Шевчук Микола Петрович      | Сільський голова, 1954 року народження, освіта вища, безпартійний | 31.10.2010   |                 |

Примітка: таблиця складена за даними сайту Верховної Ради України

### Депутати
За результатами місцевих виборів 2010 року депутатами ради стали:

#### За суб'єктами висування
| Суб'єкт висування                 | Кількість обраних депутатів | %    |
| --------------------------------- | --------------------------- | ---- |
| Самовисування                     | 9                           | 50   |
| Партія регіонів                   | 3                           | 16,7 |
| Комуністична партія України       | 2                           | 11,1 |
| Політична партія «Сильна Україна» | 2                           | 11,1 |
| Єдиний Центр                      | 1                           | 5,6  |
| Народна партія                    | 1                           | 5,6  |

#### За округами
| № округу                          | Прізвище, ім'я, по батькові     | Дата визнання обраним | Освіта             | Партійна приналежність            | Відомості про обраного депутата                        |
| --------------------------------- | ------------------------------- | --------------------- | ------------------ | --------------------------------- | ------------------------------------------------------ |
| Єдиний Центр                      |                                 |                       |                    |                                   |                                                        |
| 5                                 | Ізвощик Ольга Олександрівна     | 05.11.2010            | середня спеціальна | член Єдиного Центру               | Пашковецька сільська рада, секретар                    |
| Комуністична партія України       |                                 |                       |                    |                                   |                                                        |
| 4                                 | Сухий Євгеній Васильович        | 05.11.2010            | середня спеціальна | член Комуністичної партії України | ТОВ «Пан-Буд»                                          |
| 13                                | Попадюк Галина Петрівна         | 05.11.2010            | середня            | член Комуністичної партії України | ПАФ «Новий світ», зав.свинофермою                      |
| Народна Партія                    |                                 |                       |                    |                                   |                                                        |
| 7                                 | Камардаш Світлана Василівна     | 05.11.2010            | незакінчена вища   | член Народної партії              | приватний підприємець                                  |
| Партія регіонів                   |                                 |                       |                    |                                   |                                                        |
| 8                                 | Білик Антоніна Володимирівна    | 05.11.2010            | середня            | позапартійна                      | тимчасово не працює                                    |
| 9                                 | Козірук Тетяна Михайлівна       | 05.11.2010            | середня спеціальна | позапартійна                      | ДП"Старокостянтинівський молокозавод", сировар-майстер |
| 16                                | Дорофей Сергій Анатолійович     | 05.11.2010            | вища               | позапартійний                     | ПП «Демид А. І.», робітник                             |
| Політична партія «Сильна Україна» |                                 |                       |                    |                                   |                                                        |
| 2                                 | Скоц Людмила Едуардівна         | 05.11.2010            | вища               | позапартійна                      | Пашковецька сільська рада, землевпорядник              |
| 11                                | Нич Микола Миколайович          | 05.11.2010            | середня спеціальна | позапартійний                     | тимчасово не працює                                    |
| Самовисування                     |                                 |                       |                    |                                   |                                                        |
| 1                                 | Гниліцький Микола Володимирович | 05.11.2010            | вища               | член Народного Руху України       | Пашковецька загальноосвітня школа I-III ст., вчитель   |
| 3                                 | Драчук Олексій Дем'янович       | 05.11.2010            | середня            | позапартійний                     | пенсіонер                                              |
| 6                                 | Карпенко Сергій Якович          | 15.11.2010            | середня            | позапартійний                     | пенсіонер                                              |
| 10                                | Первак Валентина Степанівна     | 05.11.2010            | середня            | позапартійна                      | тимчасово не працює                                    |
| 12                                | Одарич Олександр Васильович     | 05.11.2010            | середня            | позапартійний                     | ПП «Сидор-Хліб», робітник                              |
| 14                                | Поліщук Володимир Іванович      | 05.11.2010            | середня            | позапартійний                     | тимчасово не працює                                    |
| 15                                | Маєвський Петро Леонтійович     | 05.11.2010            | середня            | позапартійний                     | ТОВ «Старокостянтинів Агро», тракторист                |
| 17                                | Мартинюк Анатолій Миколайович   | 05.11.2010            | середня            | позапартійний                     | приватний підприємець                                  |
| 18                                | Простапюк Раїса Михайлівна      | 05.11.2010            | середня спеціальна | позапартійна                      | Поповецька загальноосвітня школа І-ІІ ст., кухар       |